# Moby Dick (låt)
Moby Dick är en instrumental låt inspelad av den brittiska rockgruppen Led Zeppelin 1969 på albumet Led Zeppelin II. Låten inleds och avslutas med ett musikaliskt samarbete mellan Jimmy Page, John Paul Jones och John Bonham. I det längre mellanpartiet spelar endast Bonham sina trummor. Från början kallades låten Pat's Delight, men spelades in som Moby Dick på Led Zeppelin II. Den användes flitigt under liveframträdandena fram till 1977.